# Sowiecka Formuła 3 Sezon 1963
1963 – czwarty sezon Sowieckiej Formuły 3.
Mistrzem został Madis Laiv, ścigający się Estonią 3.

## Kalendarz wyścigów
| Runda | Data         | Tor   | Pole position | Najszybsze okrążenie                                                 | Zwycięzca (kierowcy) | Zwycięzca (zespoły) |
| ----- | ------------ | ----- | ------------- | -------------------------------------------------------------------- | -------------------- | ------------------- |
| 1     | 27 lipca     | Mińsk | ?             | Vytautas Aksionaitis Voldemārs Beišāns Madis Laiv Viktors Tjaguņenko | Madis Laiv           | Kalev Tallinn       |
| 2     | 3–4 sierpnia | Kowno | ?             | Jewgienij Głucharew                                                  | Vytautas Aksionaitis | Žalgiris Wilno      |

## Klasyfikacja kierowców
| Legenda oznaczeń w tabelach wyników Wyświetl szablon na nowej stronie | Legenda oznaczeń w tabelach wyników Wyświetl szablon na nowej stronie                                                                     |
| Oznaczenie                                                            | Wyjaśnienie |
| --------------------------------------------------------------------- | --- |
| Złoty                                                                 | Zwycięzca lub mistrzostwo |
| Srebrny                                                               | 2. miejsce lub wicemistrzostwo |
| Brązowy                                                               | 3. miejsce lub II wicemistrzostwo |
| Zielony                                                               | Ukończył, punktował (w klasyfikacji generalnej, gdy zdobył co najmniej jeden punkt na przestrzeni sezonu, poza trzema powyższymi opcjami) |
| Niebieski                                                             | Ukończył, nie punktował (w klasyfikacji generalnej, gdy nie zdobył co najmniej jednego punktu na przestrzeni sezonu)                      |
| Czerwony                                                              | Nie zakwalifikował się (NZ) |
| Czerwony                                                              | Nie prekwalifikował się (NPK) |
| Różowy                                                                | Nie ukończył (NU) |
| Różowy                                                                | Niesklasyfikowany (NS) (w klasyfikacji generalnej, gdy nie został sklasyfikowany w żadnym wyścigu sezonu)                                 |
| Czarny                                                                | Zdyskwalifikowany (DK) |
| Czarny                                                                | Wykluczony (WYK/EX) |
| Biały                                                                 | Nie wystartował (NW) |
| Biały                                                                 | Kontuzjowany (K/INJ) |
| Biały                                                                 | Wyścig odwołany (OD/C) |
| Bez koloru                                                            | Został wycofany (WYC/WD) |
| Bez koloru                                                            | Nie przybył (NP/DNA) |
| Bez koloru                                                            | Nie brał udziału w treningach (NT/DNP) |
| Bez koloru                                                            | Nie został zgłoszony (–) |
| Pogrubienie                                                           | Start z pole position |
| Kursywa                                                               | Najszybsze okrążenie wyścigu |
| †                                                                     | Nie ukończył, ale jego rezultat został zaliczony ze względu na przejechanie więcej niż 90% dystansu wyścigu.                              |
| *                                                                     | Sezon w trakcie |
| 1/2/3                                                                 | Punktowana pozycja w sprincie kwalifikacyjnym                                                                                             |
| Lista systemów punktacji Formuły 1                                    | |

| Poz. | Kierowca             | Zespół         | MNS | KWN | Punkty |
| ---- | -------------------- | -------------- | --- | --- | ------ |
| 1    | Madis Laiv           | Kalev Tallinn  | 1   | 3   | 14     |
| 2    | Vytautas Aksionaitis | Žalgiris Wilno | 4   | 1   | 13     |
| 3    | Jewgienij Głucharew  | Spartak Moskwa | ?   | 2   |        |
| 4    | Lazar Lipowski       | Žalgiris Kowno | 2   | NU  | 6      |